# Marjana Grasselli Prosenc
Marjana Grasselli Prosenc, pisateljica, *7. december 1875, Postojna, †4. april 1960, Ljubljana.

## Življenje in delo
Bila je hči uslužbenca diurnista Jožefa in Karoline, rojene Wenzofsky (Vencovsky). V Postojni je maturirala na učiteljišču leta 1895. Naredila je meščanskošolski izpit iz jezikovne skupine leta 1899. Bila je predmetna učiteljica v Ljubljani in na meščanski šoli v Postojni. Nekaj časa je bila pomožna učiteljica, 25 ur tedensko je učila vse predmete tretjega razreda razen petja, in risanje ter telovadbo v petem razredu. Poročila se je z višjim državnim tožilcem Antonom Prosencem. Bila je med ustanoviteljicami ženske založbe Belo-modre knjižnice (1927). Ker je bilo na književnem trgu premalo slovenskih otroških in mladinskih knjig, so leta 1927 kot prvo knjigo v seriji izdale Pravljice o Gralu Marjane Grasselli-Prosenc. Tu je je objavljala še druge krajše prozne tekste in daljše povesti. Objavljala je tudi v Sadjarju in vrtnarju (Zelenjad v kuhinjo) ter v Naši gospodinji. Svoje prispevke je podpisovala s psevdonimoma Anka Nikolič in Marija Moravčeva.

### Knjige
- Pravljice o Gralu (1927) (COBISS)
- Iz francoske meščanske kuhinje (1928) (COBISS)

### Revialne objave
Za revijo Ženski svet je prispevala naslednje članke: 
- Pisma gospodične Marine (1928)
- Na Glogovem (1929)
- Vsi sveti (1929)
- Zakaj smo ustanovile Belo-modro knjižnico? (1929)
- Gospa Marina (1930)
- Ružena Černá (1931)
- Na dvorišču (1931)
- Pisma s pota (1931–1933)
- Misel žene o letoviščih in letovanju (1932)